# Richard Rich (1er baron Rich)
Pour les articles homonymes, voir Richard Rich et Rich.
Richard Rich, 1er baron Rich, né à Basingstoke vers 1496 et mort à Rochford le 12 juin 1567, est un homme politique et juriste anglais sous la dynastie Tudor. Notamment Lord chancelier sous Édouard VI, il acquiert pour la postérité une réputation extrêmement négative, étant perçu comme un manipulateur et un parjure, se plaçant sans scrupule au service du plus fort et ayant persécuté à la fois les protestants et les catholiques au gré des changements de religion officielle dans le royaume. Il s'active à provoquer la chute « de la plupart des hommes prééminents de son temps - dont bon nombre avaient été ses amis et ses bienfaiteurs », dont Thomas Wolsey, Thomas More, Thomas Cromwell, Thomas Wriothesley, Edward Seymour ou encore John Dudley, duc de Northumberland.

## Biographie
Il est originaire du Hampshire. Après des études à l'université de Cambridge et au Middle Temple à Londres, il est juge de paix pour l'Essex et le Hertfordshire de 1528 jusqu'à sa mort. En 1529, avec l'appui de John de Vere (earl d'Oxford, dont il est l'un des conseillers), il est élu une première fois député à la Chambre des communes du Parlement d'Angleterre, où il représente la ville de Colchester. En mai 1532, il est nommé procureur général pour le pays de Galles, poste qu'il occupera parallèlement à ses autres fonctions jusqu'en juin 1558. En septembre 1532, il devient juge à Colchester, et ce jusqu'en 1544. En octobre 1533 il est nommé Avocat général pour l'Angleterre, probablement grâce au soutien de son ami Thomas Audley ; il conserve ce poste jusqu'en avril 1536. À ce titre, et bien que n'étant pas noble, il siège ex officio à la Chambre des lords. Il y participe activement à la rédaction de lois qui marquent le début de la Réforme anglicane : l'abrogation du droit d'appel auprès du Saint-Siège pour le clergé, la dissolution des petits monastères (Il fait construire sa résidence sur le site de l'ancien prieuré de Leez), et la création de la Court of Augmentation, tribunal spécial chargé de transférer les biens de ces monastères à la Couronne.
Dans le même temps, en tant qu'Avocat général, à partir de 1534 il est le principal meneur des mises en accusation des membres du clergé suspectés de ne pas accepter la loi du suprématie faisant du roi Henri VIII le chef suprême de l'Église et instituant ainsi l'Église d'Angleterre. En mai 1535 il participe à l'interrogatoire de trois moines de l'ordre des Chartreux. En juin, il obtient du cardinal John Fisher la confession orale de son refus de la suprématie religieuse du roi, en lui promettant la confidentialité ; ne tenant pas parole, Rich fait usage de cette confession pour obtenir la condamnation à mort du cardinal. Il obtient également la condamnation à mort de Thomas More, affirmant que ce dernier a nié oralement le pouvoir qu'avait le Parlement de conférer la suprématie religieuse au roi. Thomas More nie avoir tenu de tels propos, accusant en vain Richard Rich de parjure.

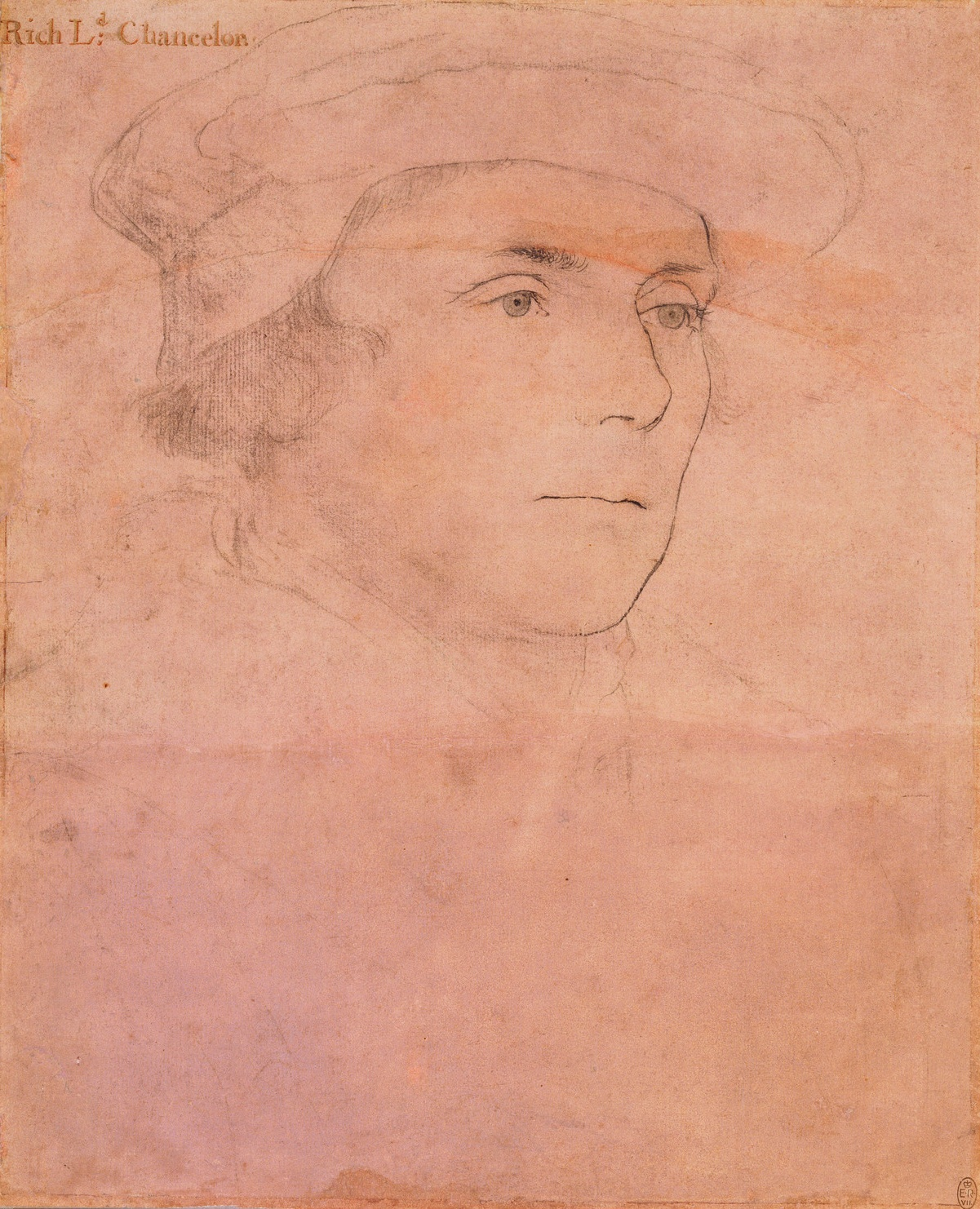
Richard Rich dessiné par Hans Holbein le Jeune.

En avril 1536 il est nommé chancelier de la Court of Augmentation, et joue ainsi le rôle de premier plan dans la confiscation des biens des monastères. Il est élu député de l'Essex à la Chambre des communes pour le parlement qui siège à partir de juin. Il est élu président de la Chambre par les députés, et à cette occasion, le roi le fait chevalier. Rich délivre une allocution décrivant le roi comme étant juste comme Salomon, fort et brave comme Samson, beau comme Absalom, et semblable au soleil dans le bienfait qu'il apporte à ses sujets. Il est réélu député de l'Essex aux parlements de 1539, de 1542 et de 1545. Vers 1540 il est fait membre du Conseil privé du roi, et est dès lors l'un de ses ministres les plus influents. Lorsque son mentor Thomas Cromwell est arrêté cette même année, Richard Rich témoigne contre lui lors de son procès pour trahison et hérésie,.
En mai 1544, après avoir démissionné de la Court of Augmentations, il est nommé trésorier de l'effort de guerre anglais contre la France. Ses dépenses excessives aboutissent à son rappel en Angleterre dès le mois de novembre. En 1546, prenant part à la répression des hérésies contre la doctrine de la jeune Église anglicane, il torture de sa propre main Anne Askew à la tour de Londres pour lui faire révéler les noms de ses partisans à la Cour ; cet acte contribuera à sa réputation exécrable. En février 1547 le nouveau roi Édouard VI le fait baron lui conférant ainsi un siège à la Chambre des lords. Le 23 octobre il est nommé lord chancelier. Il soutient initialement la direction du gouvernement par le régent Edward Seymour, duc de Somerset, mais mène le processus de sa destitution en 1549. Richard Rich démissionne de sa fonction de lord chancelier en décembre 1551.
À la mort du jeune roi Édouard, il soutient initialement l'accession de Jane Grey au trône, puis soutient rapidement la prise de pouvoir par Marie Ire. Il demeure membre du Conseil privé, bien qu'il n'y participe plus que de manière occasionnelle. En tant que juge dans l'Essex, il fait appliquer « sans pitié » la restauration de la foi catholique dans le royaume, et la persécution des protestants. Il prend part à des interrogatoires et assiste à des exécutions. À son accession au trône en 1558, Élisabeth Ire ne fait pas de Richard Rich un membre de son Conseil privé, mais le consulte néanmoins de manière officieuse. En tant que membre de la Chambre des lords, il vote contre la loi d'uniformité de 1558 qui participe à la stabilisation du dogme anglican. Mort en juin 1567, il est inhumé dans le village de Felstead dans l'Essex. Son fils aîné Robert hérite de son titre de baron, et est employé à plusieurs reprises comme diplomate par la reine Élisabeth. Le titre s'éteint en 1759,.
La mauvaise réputation de Richard Rich a été préservée à travers la culture littéraire et populaire, en premier lieu dans la pièce Un homme pour l'éternité de Robert Bolt (et son adaptation cinématographique en 1966, où Rich est interprété par John Hurt). Il apparaît également comme antagoniste dans la série de romans Matthew Shardlake, de C. J. Sansom ; dans le roman Wolf Hall et la série télévisée Dans l'ombre des Tudors qui en est l'adaptation ; et dans la série télévisée Les Tudors.